# لوتشمیژ-لاس
لوتشمیژ-لاس (به لاتین: Lućmierz-Las) یک روستا در لهستان است که در گمینا زگیژ واقع شده‌است. لوتشمیژ-لاس ۲۰ نفر جمعیت دارد.